# Le Tot
Le Tot of Le Tôt is een gehucht in Le Héron in de Franse gemeente Morville-le-Héron in het departement Seine-Maritime. Het gehucht ligt meer dan twee kilometer ten noordwesten van het oude dorpscentrum van Le Héron en een kilometer ten noordwesten van het gehucht Le Mesnil. Het ligt aan het riviertje de Héron stroomopwaarts ten opzichte van het dorpscentrum en Le Mesnil.
Het gehucht bestaat uit Le Bas Tot, het grootste laaggelegen deel rond de Héron, en het hoger gelegen Le Haut Tot dat een halve kilometer verder ten noordwesten ligt en tegenwoordig slechts uit een hoeve bestaat.

## Geschiedenis
Oude vermeldingen van de plaats gaan terug tot 1495 als Ham. du Tot. Uit 1571 dateert een vermelding van Le Hault Tot. Op het eind van het ancien régime eind 18de eeuw, toen de gemeenten werden gecreëerd, werd Le Tot ondergebracht in de gemeente Héron. Kadasterkaarten en de Carte de l'état-major uit de 19de eeuw tonen het gehucht le Tot in de vallei en het hoger gelegen le Ht. Tot.
Met de fusie van de gemeente Le Héron in Morville-le-Héron in 2025 werd Le Tot een deel van deze nieuwe gemeente.
Clanquemeule · Les Hameaux · Le Héron · Le Mesnil · Morville-sur-Andelle · Le Tot